# ビエルセ空軍基地
ビエルセ空軍基地（フランス語: Base aérienne de Bierset）は、ベルギー王国リエージュ州リエージュにある軍用飛行場。リエージュ空港と滑走路を共用している。

## 歴史
第一次世界大戦中の1914年にドイツ軍が同地を占領し飛行場の建設を始める。開設当時から修理やドイツとの輸送に用いられ、1918年まで使用された。
戦後の1920年3月1日にベルギー陸軍航空隊の編成が始まり、クッビ兵舎（Cubber）を建設が始まる。1922年に最初の航空機による初の集結が実施され、2月13日にベルギー軍ビエルセ飛行場として新たに施設が設けられ、第10飛行隊、第11飛行隊、第12飛行隊が編成され爆撃群を構成した。同年7月からエアコー DH.4が配備され、続いてエアコー DH.9も配備される。1923年に第1飛行隊、第2飛行隊、第3飛行隊が編成され第1航空連隊を構成した。1924年に再編成され第2群にはビエルセ、ディースト、ニヴェルの3箇所に部隊が置かれ、1926年にも再編成され第2航空連隊第2群には第1と第3飛行隊が残された。1928年にブレゲー 19が配備され、1935年にはレナール R-31が配備され、10月1日に第1航空連隊と第2航空連隊の隷下部隊が再編成され第3飛行隊と第11飛行隊が退去する。
1940年にはヘリコプター（シェルヴァ C.30）の評価試験が行われる。同年5月10日にドイツ軍のドルニエ Do 17爆撃機によって爆撃され、その後ドイツ軍地上部隊によって占領される。1944年にはベルギーのレジスタンスによって基地は強襲され、同年にアメリカ合衆国軍に占領される。ビエルセ基地はアメリカ陸軍航空軍第9空軍第42群が占有しイギリスとビエルセ間の空輸に従事した（「レッド・ボール急行」）
1946年、戦後は王立自動車連合の航空機部門によって飛行場は使用される。1947年にはパリ・ブリュッセル間の航路に就役したサベナ航空のDC-3が短期滞在した。
1950年に北大西洋条約機構の基地として再建されることになる。1953年9月17日には第9戦闘爆撃航空団が編成された。1954年に第30飛行隊が編成、1956年7月1日に第9航空団は戦闘機部隊となり、10月1日にハンター F4戦闘機が、11月にメンター F8戦闘機が配備される。
1957年に基地は軍用のみならずサベナ航空のため民間に開放される事になる。同年5月15日に第30飛行隊が解隊された。1957年に第9航空団はハンター F6戦闘機に機種更新される。1960年4月30日に第22飛行隊と第26飛行隊が解隊される。
1962年に第13地対空遠隔操作兵器団が編成されナイキ・エイジャックス地対空ミサイルが配備される。同団は第13地対空ミサイル団に改称され西ドイツのデューレンに移駐する。同年5月28日には第9ミサイル団の前身部隊が編成される。この部隊は第13地対空ミサイル団の整備部隊を再編成し直したもので、1965年までビエルセ基地にあった。1964年にRF-84F偵察機を装備する第42偵察飛行隊が移駐する。1967年にはT-33練習機が配備される。1968年12月4日に第3戦術航空団が編成された。
1971年6月30日、フロレンヌ空軍基地から第1飛行隊が到着し第42偵察飛行隊と統合される。同年9月19日はミラージュV偵察型が飛来しフロレンヌ基地へ向かう。12月5日には第8飛行隊が到着する。翌1972年1月27日には第1飛行隊にミラージュV BAが配備され、5月にF-84 F偵察機が退役する。1988年11月24日に第1飛行隊に代わって第42偵察飛行隊が再編成され、1989年3月15日に第1飛行隊はフロレンヌ基地へ移駐する。
1990年6月15日、西ドイツにあったミサイル部隊は帰国し第3戦術航空団内に再編された。1991年の湾岸戦争では基地からミラージュ偵察機部隊が派遣され、エースガード作戦でトルコ・イラク国境地帯で10週間にわたり活動した。同年9月30日に第8飛行隊が解隊する。1993年12月21日に第3戦術航空団が解隊した。1994年6月には第42偵察飛行隊が解隊し、新たに第255後方支援中隊が編成される。これ以降、ビエルセ基地は陸軍航空隊に引き渡され、3個ヘリコプター大隊と軽航空隊および整備隊から成る航空群が置かれた。
2002年に空軍は廃止となり統合軍航空構成部隊に改編となり陸軍の航空群が移管され、2004年3月1日に航空群は小規模なヘリコプター部隊に改編される。2009年にヘリコプター部隊はボーヴシェン空軍基地へ移駐する。

## 配置部隊
- 第255整備群
- 試験飛行部